# Campagnan
Campagnan é uma comuna francesa na região administrativa de Occitânia, no departamento de Hérault. Estende-se por uma área de 3,75 km². Em 2010 a comuna tinha 699 habitantes (densidade: 186,4 hab./km²).